# Керес, Харальд Петрович
Ха́ральд Петро́вич Ке́рес (эст. Harald Keres; 15 ноября 1912, Пернов, Лифляндская губерния — 26 июня 2010, Тарту) — советский и эстонский астрофизик и физик-теоретик. Академик АН Эстонской ССР. Почётный гражданин Тарту.

## Биография
Родился в Пярну, в семье ремесленника. Старший брат шахматиста Пауля Кереса (1916—1975).
Среднее образование получил в гимназии в Пярну (1932). С 1932 по 1933 год — на срочной службе в армии.
В 1936 году окончил, с отличием, факультет математики и естественных наук Тартуского университета. Работал там же: в 1936—1963 (с 1954 — профессор; в 1949—1958 — заведующий кафедрой теоретической физики, в 1958—1960 — проректор).
В 1938 году получил степень магистра по математике за работу «Динамизм перекрытия», в 1942 году защитил диссертацию «Пространство и время в общей теории относительности». В 1947 году — диссертацию «Пространство и время в релятивистской теории». Докторская степень по физико-математическим наукам была подтверждена ВАК СССР в 1949 году.
В 1950—1973 годах работал в Институте физики и астрономии АН ЭССР (в 1950—1955 —заведующий обсерваторией, в 1960—1973 — заведующий сектором), с 1973 — заведующий сектором Института физики АН ЭССР. Академик Академии наук Эстонской ССР (1961). Почётный профессор Тартуского университета (2000).

## Научные интересы
Основные труды в области теории гравитации и космологии. В 1964 предложил метод сравнения полей, описываемых ньютоновской и эйнштейновской теориями тяготения, основанный на системах отсчета падающих свободно без вращения тел. Это дало возможность представить гравитационное поле в теории Ньютона с помощью трёхмерной квадратичной формы. Показал в 1965, что существуют решения уравнений Эйнштейна двух типов — ньютоновского и неньютоновского (безвихревые и вихревые поля). Впоследствии занимался решением уравнений Эйнштейна для пустого пространства.
Награждён эстонским орденом Государственного герба III класса и другими наградами.
Дочь — Пирет Кууск (р. 1947), учёный в области физики.